# Голик Анатолій Михайлович
Анато́лій Миха́йлович Го́лик (17 жовтня 1994 — 27 січня 2015) — солдат Збройних Сил України, учасник російсько-української війни.

## Життєвий шлях
2012 року закінчив Ужгородське професійне училище торгівлі та технологій харчування. Працював у санаторних комплексах «Термал-Стар», «Деренівська купіль». 2013 року призваний на строкову службу.
В часі війни — стрілець, 101-ша окрема бригада охорони Генерального штабу.
27 січня 2015-го загинув під Дебальцевим — група бійців пересувалася в броньовику, коли у нього влучив снаряд.
Без Анатолія залишились батьки, двоє братів.
Похований в селі Нижнє Солотвино.

## Нагороди та вшанування
- Указом Президента України № 282/2015 від 23 травня 2015 року, «за особисту мужність і високий професіоналізм, виявлені у захисті державного суверенітету та територіальної цілісності України, вірність військовій присязі», нагороджений орденом «За мужність» III ступеня (посмертно)[1].
- Нагороджений відзнакою Президента України «За участь в антитерористичній операції» (посмертно).
- В жовтні 2015 року у Нижньому Солотвині відкрито меморіальну дошку Анатолію Голику.
- Вшановується в меморіальному комплексі «Зала пам'яті», в щоденному ранковому церемоніалі 27 січня[2][3].